# Kelly Groucutt

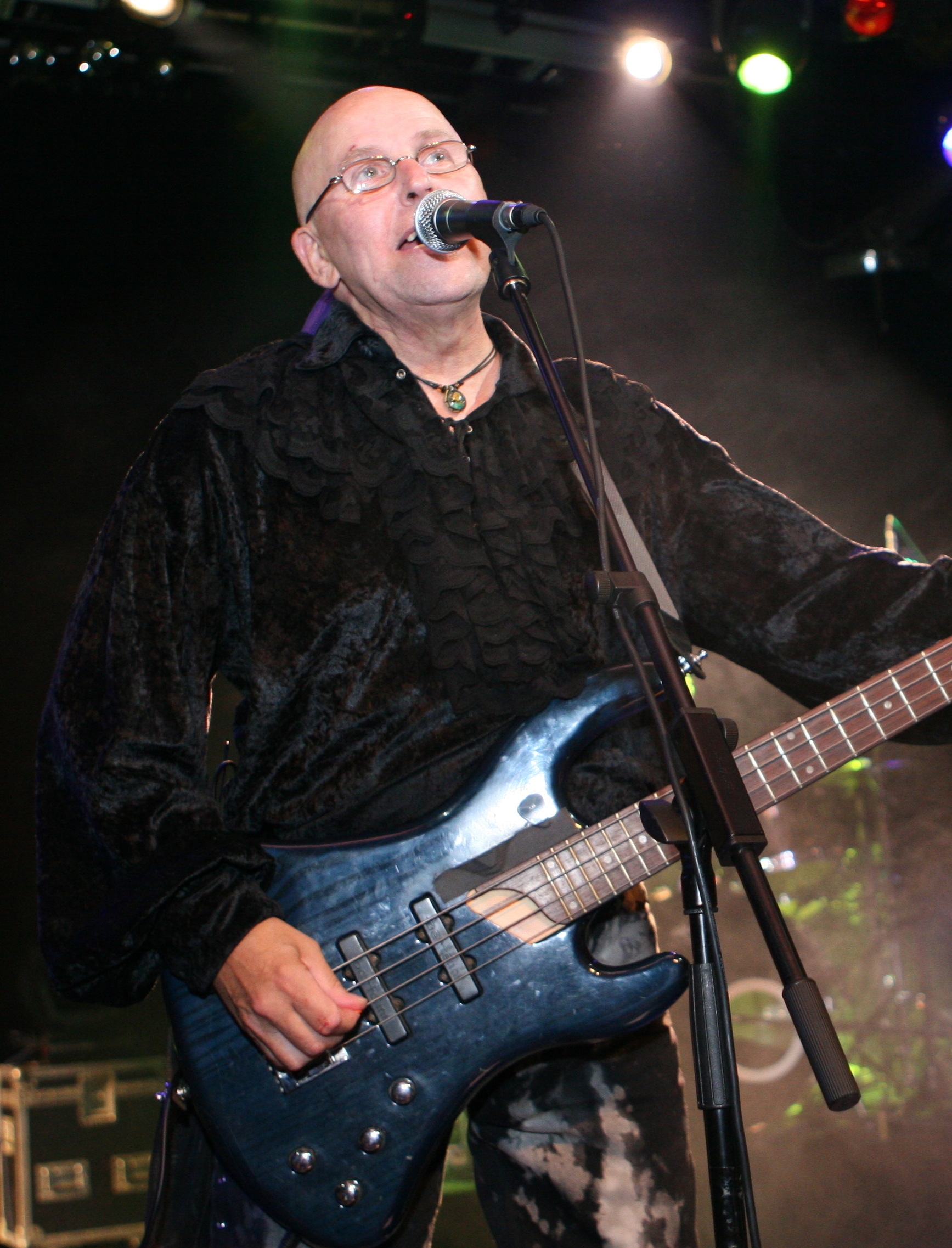
Kelly Groucutt, 2008

Kelly Groucutt (eigentlich Michael William Groucutt) (* 8. September 1945 in Coseley, England; † 19. Februar 2009 in Worcester, England) war ein englischer Musiker. Bekanntheit erlangte er insbesondere als langjähriger Bassist der Rockband Electric Light Orchestra (ELO), in den Jahren 1974 bis 1983.

## Karriere
Groucutt begann seine Musikerkarriere im Alter von 15 Jahren zunächst als Sänger in kleineren Bands in den 1960er Jahren, später erlernte er Gitarre und Bass. Obgleich Linkshänder, spielte er auf Instrumenten für Rechtshänder. Nachdem Jeff Lynne ihn bei einem Auftritt in einem Nachtclub in Birmingham gesehen hatte, wurde Groucutt 1974 als Bassist für die ELO-Konzert-Tournee zum Album „Eldorado“ angestellt. Schnell etablierte er sich in der Band und bei den Anhängern durch seine Bühnenpräsenz und die Übernahme der Lead Vocals bei mehreren Songs. Seine charakteristische Stimme findet sich auf den 1975 veröffentlichten ELO-Stücken „Nightrider“, „Poker“ und „Down Home Town“, 1976 auf „Above the Clouds“, 1977 auf „Sweet Is the Night“ und 1979 auf „The Diary of Horace Wimp“. Bei Live-Konzerten sang er zudem den Opernteil von „Rockaria!“, welche in der Studiofassung aus dem Jahr 1976 von einer Sängerin eingesungen worden war.
Groucutts erstes Studioalbum mit ELO, auf dem er durchgängig als Bassist und Sänger der Backing Vocals mitwirkte, war das 1975 veröffentlichte „Face the Music“. Es folgten 1976 „A New World Record“, 1977 „Out of the Blue“, 1979 „Discovery“, 1980 das Soundtrackalbum „Xanadu“ und 1981 das reguläre Album „Time“.
1982 veröffentlichte Groucutt sein erstes Soloalbum „Kelly“, an dem auch die ELO-Bandkollegen Bev Bevan, Richard Tandy und Mik Kaminski sowie deren Co-Arrangeur und Dirigent der Orchesterteile Louis Clark mitwirkten.
Groucutt blieb ELO bis zu den Studioaufnahmen für das 1983er Album „Secret Messages“ treu, obwohl Lynne seit Beginn der 1980er Jahre die Gesangsanteile Groucutts verringerte und auch damit begann, bei den Studioaufnahmen den Bass selbst einzuspielen. Auf „Secret Messages“ war Groucutt nur auf einigen Titeln am Bass zu hören, worauf er die Band verließ und sowohl das Management als auch den Kopf der Band, Jeff Lynne verklagte. Während seiner Zeit bei ELO erhielt er als Angestellter ein jährliches Gehalt von 50.000 £. Das gerichtliche Verfahren endete mit einer Vergleichszahlung in Höhe von 300.000 £ an Groucutt.
In den Jahren darauf, nachdem Lynne das Projekt ELO hatte einschlafen lassen, um sich anderen Musikprojekten bzw. seiner Produzententätigkeit widmen zu können, wirkte Groucutt gemeinsam mit weiteren ehemaligen ELO-Musikern noch an diversen Folgebands mit (so z. B. „ELO Part II“), sowohl bei Studioaufnahmen als auch Konzerttourneen. Zuletzt war eine Tournee mit „The Orchestra“ durch Schottland und England für Mai 2009 geplant.

## Privatleben und Tod
2006 heiratete er in zweiter Ehe seine langjährige Lebensgefährtin Anna-Maria Bialgia. Am 18. Februar 2009 erlitt Kelly Groucutt einen Herzinfarkt und wurde in das örtliche Krankenhaus eingeliefert, wo er am 19. Februar 2009 im Alter von 63 Jahren verstarb. Noch am 17. Februar hatte er mit „The Orchestra“ ein ausverkauftes Konzert im Berliner „Admiralspalast“ gegeben.